# Enzenreith
Enzenreith – gmina w Austrii, w kraju związkowym Dolna Austria, w powiecie Neunkirchen. Według Austriackiego Urzędu Statystycznego liczyła 1 917 mieszkańców (1 stycznia 2014).